# Leslie Jordan
Leslie Allen Jordan (ur. 29 kwietnia 1955 w Chattanoodze, zm. 24 października 2022 w Los Angeles) – amerykański aktor, zdobywca Emmy Award za rolę w serialu Will & Grace (2006). Występował w filmach kinowych i produkowanych dla telewizji, jednak najbardziej kojarzony jest z pracą przy serialach tv. Grał także w teatrze.
Miał 150 cm wzrostu. Był gejem.
Zginął w wypadku samochodowym 24 października 2022 roku, w wieku 67 lat.

## Filmografia
- 1989: The People Next Door jako Truman Fipps
- 1991: Top of the Heap jako Emmet Lefebvre
- 1993: Piątek, trzynastego IX: Jason idzie do piekła (Jason Goes to Hell: The Final Friday) jako Shelby
- 1993–1995: John, Georgie i cała reszta (Hearts Afire) jako Lonnie Garr
- 2001–2017: Will & Grace jako Beverley Leslie
- 2009: Eating Out 3: Bierz, co chcesz (Eating Out: All You Can Eat) jako Harry
- 2011: Służące (The Help) jako pan Blackly
- 2013: American Horror Story: Sabat (American Horror Story: Coven) jako Quentin Fleming
- 2016: American Horror Story: Roanoke jako Ashley Gilbert